# Pallacanestro Olimpia Milano 2014-2015
Questa voce raccoglie le informazioni riguardanti la Pallacanestro Olimpia Milano nelle competizioni ufficiali della stagione 2014-2015.

## Stagione
La stagione 2014-2015 dell'Olimpia Milano, sponsorizzata EA7 Emporio Armani, è la 82ª nel massimo campionato italiano di pallacanestro, la Serie A.
La stagione inizia con la sconfitta nella finale di Supercoppa italiana contro la Dinamo Sassari il 5 ottobre 2014. In campionato l'Olimpia conquista il primo posto in regular season, mentre l'avventura europea finisce alle top 16 con un deludente record 4-10, dopo una prima fase di 5 vittorie e altrettante sconfitte. Nei play off supera il primo turno eliminando la Virtus Bologna per 3-0, ma cede il passo alla Dinamo Sassari in semifinale perdendo gara 7 al Mediolanum Forum dopo un tempo supplementare. Sempre per mano della Dinamo Sassari, l'Olimpia Milano perde anche la finale di Coppa Italia giocata al PalaDesio per 94-101.

## Organigramma societario
- Allenatore: Luca Banchi
- Assistente: Massimo Cancellieri
- Assistente: Mario Fioretti
- Preparatore Atletico: Giustino Danesi
- Medico: Marco Bigoni
- Medico: Matteo Acquati
- Medico: Ezio Giani
- Fisioterapista: Marco Monzoni
- Fisioterapista: Claudio Lomma

- Presidente: Flavio Portaluppi
- General Manager: Simone Casali
- Team Manager: Filippo Leoni
- Responsabile Organizzativo: Claudio Limardi
- Segreteria: Serena Richelli
- Addetto agli arbitri: Gianluca Solani
- Responsabile Marketing Commerciale: Carmen Dipalma
- Responsabile sito Internet: Claudio Limardi
- Responsabile statistiche Lega: Renato Boccotti
- Resp.le tecnico Settore Giovanile: Stefano Bizzozzero
- Resp.le Armani Junior Program: Paolo Monguzzi
- Servizio Armani Junior Program: Alessandro Fontana

## Roster
| EA7 Emporio Armani Milano 2014-15 | EA7 Emporio Armani Milano 2014-15 |
| Giocatori                         | Staff tecnico                     |
| --------------------------------- | --------------------------------- |

| N. | Naz.                                        | Ruolo | Nome               | Anno | Alt.   | Peso   |  |
| -- | ------------------------------------------- | ----- | ------------------ | ---- | ------ | ------ |  |
| 1  | Stati Uniti (bandiera) · Liberia (bandiera) | AC    | Joe Ragland        | 1989 | 182 cm | 80 kg  |  |
| 2  | Stati Uniti (bandiera)                      | G     | MarShon Brooks     | 1989 | 196 cm | 91 kg  |  |
| 5  | Italia (bandiera)                           | GA    | Alessandro Gentile | 1992 | 201 cm | 103 kg |  |
| 6  | Italia (bandiera)                           | C     | Angelo Gigli       | 1983 | 209 cm | 105 kg |  |
| 7  | Argentina (bandiera) · Italia (bandiera)    | G     | Bruno Cerella      | 1986 | 194 cm | 93 kg  |  |
| 9  | Italia (bandiera)                           | AG    | Nicolò Melli       | 1991 | 205 cm | 100 kg |  |
| 10 | Stati Uniti (bandiera)                      | P     | Trent Meacham      | 1985 | 188 cm | 88 kg  |  |
| 11 | Lituania (bandiera)                         | AG    | Linas Kleiza       | 1985 | 203 cm | 111 kg |  |
| 13 | Italia (bandiera)                           | P     | Carlo Fumagalli    | 1996 | 188 cm | 83 kg  |  |
| 15 | Stati Uniti (bandiera) · Guyana (bandiera)  | AC    | Frank Elegar       | 1986 | 208 cm | 108 kg |  |
| 21 | Guyana (bandiera)                           | C     | Shawn James        | 1983 | 208 cm | 106 kg |  |
| 23 | Italia (bandiera)                           | G     | Daniel Hackett     | 1987 | 199 cm | 94 kg  |  |
| 24 | Giamaica (bandiera)                         | C     | Samardo Samuels    | 1989 | 206 cm | 118 kg |  |
| 30 | Belgio (bandiera)                           | P     | Jonathan Tabu      | 1985 | 190 cm | 88 kg  |  |
| 34 | Stati Uniti (bandiera)                      | AP    | David Moss         | 1983 | 196 cm | 95 kg  |  |
| -  | Italia (bandiera)                           | G     | Andrea Pecchia     | 1997 | 196 cm | 80 kg  |  |

| Allenatore                                                                                         |
| - Luca Banchi                                                                                      |
| Assistente/i                                                                                       |
| - Massimo Cancellieri - Mario Fioretti Legenda - (C) Capitano - (IN) Inattivo - Infortunato Roster |

## Mercato
| Arrivi | Arrivi         | Arrivi           | Arrivi        |
| R      | Nome           | da               | Modalità      |
| ------ | -------------- | ---------------- | ------------- |
| P      | Joe Ragland    | Pall. Cantù      | definitivo    |
| AG     | Linas Kleiza   | Fenerbahçe       | definitivo    |
| C      | Shawn James    | Maccabi Tel Aviv | definitivo    |
| G      | MarShon Brooks | L.A. Lakers      | definitivo    |
| P      | Trent Meacham  | JSF Nanterre     | definitivo    |
| C      | Angelo Gigli   | Pall. Reggiana   | fine prestito |
| P      | Juan Fernández | Obras Sanitarias | fine prestito |

| Partenze | Partenze        | Partenze          | Partenze                  |
| R        | Nome            | a                 | Modalità                  |
| -------- | --------------- | ----------------- | ------------------------- |
| G        | Keith Langford  | UNICS Kazan'      | fine contratto            |
| P        | Curtis Jerrells | UNICS Kazan'      | fine contratto            |
| C        | Gani Lawal      | Trabzonspor       | fine contratto            |
| AG       | Kristjan Kangur | Pall. Varese      | fine contratto            |
| P        | Willie Deane    | Pall. Varese      | fine contratto            |
| P        | Mohamed Touré   | Viola R. Calabria | fine contratto            |
| AC       | C.J. Wallace    | Élan Chalon       | risoluzione del contratto |
| P        | Juan Fernández  | Brescia           | fine contratto            |

### Dopo l'inizio della stagione
| Acquisti | Acquisti      | Acquisti     | Acquisti    | Acquisti   |
| R.       | Nome          | da           | Data        | Modalità   |
| -------- | ------------- | ------------ | ----------- | ---------- |
| AG       | Frank Elegar  | Kalev/Cramo  | 28 febbraio | definitivo |
| P        | Jonathan Tabu | Alba Berlino | 30 aprile   | definitivo |

| Cessioni | Cessioni      | Cessioni | Cessioni    | Cessioni   |
| R.       | Nome          | a        | Data        | Modalità   |
| -------- | ------------- | -------- | ----------- | ---------- |
| P        | Trent Meacham | ASVEL    | 23 febbraio | svincolato |

## Risultati

### Serie A

#### Regular season

##### Girone di andata
| Arbitri: | Taurino (Vignola) Biggi (Cassina de' Pecchi) Morelli (Brindisi) |

|                              |            |                                 |
| Ferguson 18 Clark14 Hayes 11 | Punti      | 22 Samuels 13 Kleiza 10 Ragland |
| Ferguson, Hayes 2            | Assist     | 3 Ragland                       |
| Bell, Campani 7              | Rimbalzi   | 10 Samuels                      |
| Cesare Pancotto              | Allenatori | Luca Banchi                     |

| Arbitri: | Lanzarini Bettini Paglialunga |

|             |            |                    |
| Luca Banchi | Allenatori | Maurizio Buscaglia |

| Arbitri: | Sahin Borgioni Caiazza |

|             |            |                 |
| Luca Banchi | Allenatori | Carlo Recalcati |

| Arbitri: | Lamonica (Roseto degli Abruzzi) Weidmann (Montagano) Aronne (Viterbo) |

|                                |            |                                 |
| Gaines 16 Anosike 13 Harper 12 | Punti      | 21 Gentile 16 Brooks 12 Ragland |
| Banks 5                        | Assist     | 2 Meacham, Ragland              |
| Anosike, Hanga, Harper 9       | Rimbalzi   | 12 Melli                        |
| Francesco Vitucci              | Allenatori | Luca Banchi                     |

| Arbitri: | Vicino Sardella Di Francesco |

|                      |            |             |
| Massimiliano Menetti | Allenatori | Luca Banchi |

| Arbitri: | Chiari (Ponzano Veneto) Rossi (Anghiari) Lo Guzzo (Pisa) |

|                                |            |                                      |
| Kleiza 18 Ragland 21 Brooks 14 | Punti      | 17 Johnson-Odom 12 Feldeine 12 Jones |
| Ragland 7                      | Assist     | 4 Feldeine                           |
| Samuels 10                     | Rimbalzi   | 14 Williams                          |
| Luca Banchi                    | Allenatori | Pino Sacripanti                      |

| Arbitri: | Lanzarini (Bologna) Bettini (Bologna) Ranaudo (Milano) |

|                                  |            |                               |
| Diawara 22 Robinson 21 Daniel 17 | Punti      | 37 Brooks 17 Melli 16 Samuels |
| Robinson 6                       | Assist     | 4 Samuels                     |
| Daniel 7                         | Rimbalzi   | 7 Brooks                      |
| Gianmarco Pozzecco               | Allenatori | Luca Banchi                   |

| Arbitri: | Sahin Bartoli Morelli |

|             |            |                     |
| Luca Banchi | Allenatori | Sandro Dell'Agnello |

| Arbitri: | Begnis (Crema) Borgioni (Roma) Paglialunga (Massafra) |

|                              |            |                                |
| Sanders 32 Lawal 19 Dyson 19 | Punti      | 25 Brooks 23 Samuels 21 Kleiza |
| Logan 7                      | Assist     | 7 Gentile                      |
| Lawal 9                      | Rimbalzi   | 6 Kleiza                       |
| Meo Sacchetti                | Allenatori | Luca Banchi                    |

| Arbitri: | Taurino Aronne Quarta |

|             |            |                |
| Luca Banchi | Allenatori | Zare Markovski |

| Arbitri: | Sabetta Seghrtti Bartoli |

|               |            |             |
| Luca Dalmonte | Allenatori | Luca Banchi |

| Arbitri: | Mattioli Rossi Lo Guzzo |

|             |            |                  |
| Luca Banchi | Allenatori | Giulio Griccioli |

| Arbitri: | Sahin Vicino Paglialunga |

|               |            |             |
| Giorgio Valli | Allenatori | Luca Banchi |

| Assago 4 gennaio 2015, ore 20:00 UTC+1 14ª giornata | Olimpia Milano | 77 – 68 (17-24, 41-39, 59-51) referto | N.B. Brindisi | Mediolanum Forum |
| Luca Banchi Allenatori Piero Bucchi                 |                |                                       |               |                  |
|                                                     |                |                                       |               |                  |
| Luca Banchi                                         | Allenatori     | Piero Bucchi                          |               |                  |

| Pistoia 12 gennaio 2015, ore 20:00 UTC+1 15ª giornata | Pistoia Basket | 73 – 79 (23-25, 43-40, 57-57) referto | Olimpia Milano | PalaCarrara |
| Paolo Moretti Allenatori Luca Banchi                  |                |                                       |                |             |
|                                                       |                |                                       |                |             |
| Paolo Moretti                                         | Allenatori     | Luca Banchi                           |                |             |

##### Girone di ritorno
| Arbitri: | Paternicò Sabetta Morelli |

|             |            |                 |
| Luca Banchi | Allenatori | Cesare Pancotto |

| Arbitri: | Begnis Baldini Attard |

|                    |            |             |
| Maurizio Buscaglia | Allenatori | Luca Banchi |

| Arbitri: | Lanzarini Vicino Calbucci |

|                 |            |             |
| Carlo Recalcati | Allenatori | Luca Banchi |

| Arbitri: | Mattioli Sardella Caiazza |

|             |            |                   |
| Luca Banchi | Allenatori | Francesco Vitucci |

| Arbitri: | Lamonica Di Francesco Morelli |

|             |            |                      |
| Luca Banchi | Allenatori | Massimiliano Menetti |

| Arbitri: | Taurino Bettini Paglialunga |

|             |            |                    |
| Luca Banchi | Allenatori | Gianmarco Pozzecco |

| Arbitri: | Lanzarini Vicnio Filippini |

|                  |            |             |
| Riccardo Paolini | Allenatori | Luca Banchi |

| Arbitri: | Sahin (Messina) Seghetti (Livorno) Caiazza (Arzano) |

|                                         |            |                              |
| Brooks 20 Gentile 20 Kleiza, Hackett 15 | Punti      | 27 Dyson 15 Logan 12 Sanders |
| Gentile 6                               | Assist     | 2 Brooks, Dyson, Lawal       |
| Samuels 6                               | Rimbalzi   | 9 Lawal                      |
| Luca Banchi                             | Allenatori | Meo Sacchetti                |

| Arbitri: | Mazzoni Bartoli Lo Guzzo |

|                   |            |             |
| Vincenzo Esposito | Allenatori | Luca Banchi |

| Arbitri: | Sahin Seghetti Caiazza |

|             |            |               |
| Luca Banchi | Allenatori | Luca Dalmonte |

| Arbitri: | Paternicò Sabetta Lo Guzzo |

|                    |            |             |
| Stefano Sacripanti | Allenatori | Luca Banchi |

| Arbitri: | Lamonica Di Francesco Filippini |

|                  |            |             |
| Giulio Griccioli | Allenatori | Luca Banchi |

| Arbitri: | Martolini Rossi Borgioni |

|             |            |               |
| Luca Banchi | Allenatori | Giorgio Valli |

| Arbitri: | Mattioli Sardella Lo Guzzo |

|              |            |             |
| Piero Bucchi | Allenatori | Luca Banchi |

| Arbitri: | Sahin Seghetti Weidmann |

|             |            |               |
| Luca Banchi | Allenatori | Paolo Moretti |

#### Play-off

##### Quarti di finale
| Arbitri: | Martolini (Roma) Rossi (Anghiari) Bartoli (Trieste) |

|                                 |            |                                  |
| Hackett 15 Cerella 11 Kleiza 10 | Punti      | 16 Gaddy 15 Fontecchio 11 Hazell |
| Hackett 6                       | Assist     | 2 Fontecchio, Gaddy, White       |
| Samuels 10                      | Rimbalzi   | 6 Cuccarolo                      |
| Luca Banchi                     | Allenatori | Giorgio Valli                    |

| Arbitri: | Taurino (Vignola) Begnis (Crema) Weidmann (Montagano) |

|                                          |            |                           |
| Brooks 16 Gentile 15 Cerella, Hackett 13 | Punti      | 24 Hazell 22 Ray 14 White |
| Ragland 7                                | Assist     | 2 Hazell, Ray             |
| Melli 7                                  | Rimbalzi   | 12 White                  |
| Luca Banchi                              | Allenatori | Giorgio Valli             |

| Arbitri: | Lamonica (Roseto degli Abruzzi) Di Francesco (Teramo) Roberto Chiari (Ponzano Veneto) |

|                              |            |                                 |
| Ray 17 Fontecchio 14 White 9 | Punti      | 18 Gentile 12 Brooks 11 Hackett |
| Gaddy 3                      | Assist     | 4 Ragland                       |
| White 7                      | Rimbalzi   | 8 Gentile                       |
| Giorgio Valli                | Allenatori | Luca Banchi                     |

##### Semifinale
| Arbitri: | Mattioli (Pesaro) Chiari (Ponzano Veneto) Sardella (Rimini) |

|                                 |            |                             |
| Brooks 14 Hackett 14 Samuels 12 | Punti      | 17 Sanders 16 Sosa 14 Logan |
| Hackett 5                       | Assist     | 3 Sosa                      |
| Samuels 8                       | Rimbalzi   | 5 Sosa                      |
| Luca Banchi                     | Allenatori | Meo Sacchetti               |

| Arbitri: | Martolini (Roma) Mazzoni (Grosseto) Begnis (Crema) |

|                               |            |                                    |
| Gentile 25 Moss 18 Samuels 14 | Punti      | 18 Sosa 13 Dyson 11 Sanders, Kadji |
| Hackett 7                     | Assist     | 4 Dyson                            |
| Samuels 12                    | Rimbalzi   | 6 Brooks                           |
| Luca Banchi                   | Allenatori | Meo Sacchetti                      |

| Arbitri: | Taurino (Vignola) Lanzarini (Bologna) Di Francesco (Teramo) |

|                              |            |                                |
| Lawal 19 Dyson 16 Sanders 14 | Punti      | 27 Gentile 15 Samuels 8 Elegar |
| Dyson 5                      | Assist     | 4 Samuels                      |
| Lawal 9                      | Rimbalzi   | 11 Samuels                     |
| Meo Sacchetti                | Allenatori | Luca Banchi                    |

| Arbitri: | Lamonica (Roseto degli Abruzzi) Vicino (Argelato) Bettini (Bologna) |

|                              |            |                                 |
| Logan 19 Sanders 15 Lawal 13 | Punti      | 24 Gentile 14 Samuels 11 Brooks |
| Sosa 5                       | Assist     | 5 Hackett                       |
| Lawal 9                      | Rimbalzi   | 8 Samuels                       |
| Meo Sacchetti                | Allenatori | Luca Banchi                     |

| Arbitri: | Sahin (Messina) Seghetti (Livorno) Di Francesco (Teramo) |

|                                |            |                           |
| Gentile 25 Samuels 24 Melli 14 | Punti      | 21 Logan 14 Sosa 13 Lawal |
| Ragland 7                      | Assist     | 4 Dyson                   |
| Gentile, Samuels 9             | Rimbalzi   | 7 Brooks                  |
| Luca Banchi                    | Allenatori | Meo Sacchetti             |

| Arbitri: | Taurino (Vignola) Lanzarini (Bologna) Begnis (Crema) |

|                           |            |                                 |
| Lawal 15 Sosa 13 Logan 11 | Punti      | 21 Gentile 18 Brooks 18 Samuels |
| Dyson 3                   | Assist     | 4 Samuels                       |
| Lawal 13                  | Rimbalzi   | 10 Samuels                      |
| Meo Sacchetti             | Allenatori | Luca Banchi                     |

| Arbitri: | Mattioli (Pesaro) Chiari (Ponzano Veneto) Bartoli (Trieste) |

|                                  |            |                              |
| Samuels 25 Ragland 16 Hackett 11 | Punti      | 21 Dyson 16 Logan 16 Sanders |
| Gentile 6                        | Assist     | 3 Lawal                      |
| Samuels 9                        | Rimbalzi   | 21 Lawal                     |
| Luca Banchi                      | Allenatori | Meo Sacchetti                |

### Eurolega

#### Regular Season
| Arbitri: | Christos Christodoulou Oļegs Latiševs Emilio Pérez Pizarro |

|                                   |            |                                |
| Goudelock 19 Bjelica 11 Hickman 9 | Punti      | 15 Gentile 12 Melli 12 Samuels |
| Bogdanović, Goudelock 4           | Assist     | 5 Hackett                      |
| Veselý 9                          | Rimbalzi   | 8 Melli, Samuels               |
| Željko Obradović                  | Allenatori | Luca Banchi                    |

| Arbitri: | Ilija Belošević Borys Ryžyk Jakub Zamojski |

|                                  |            |                               |
| Hackett 15 Gentile 11 Samuels 11 | Punti      | 21 Abrines 16 Pleiß 12 Thomas |
| Gentile 8                        | Assist     | 6 Satoranský                  |
| Gentile, James, Samuels 7        | Rimbalzi   | 6 Pleiß                       |
| Luca Banchi                      | Allenatori | Xavi Pascual                  |

| Arbitri: | Dani Hierrezuelo Spiros Gkontas Carlos Peruga |

|                                        |            |                                 |
| Schaffartzik 15 Savanović 13 Štimac 12 | Punti      | 16 Ragland 16 Hackett 11 Kleiza |
| Gavel 4                                | Assist     | 6 Hackett                       |
| Jagla, Savanović 4                     | Rimbalzi   | 5 Moss                          |
| Svetislav Pešić                        | Allenatori | Luca Banchi                     |

| Arbitri: | Saša Pukl Robert Lottermoser Milija Vojinović |

|                                   |            |                                 |
| Batista 15 Slaughter 11 Pappas 11 | Punti      | 18 Samuels 13 Ragland 11 Brooks |
| Diamantidīs 8                     | Assist     | 7 Ragland                       |
| Diamantidīs 7                     | Rimbalzi   | 3 James, Melli, Samuels         |
| Duško Ivanović                    | Allenatori | Luca Banchi                     |

| Arbitri: | Srđan Dožai Carlos Cortés Tomislav Hordov |

|                                  |            |                                       |
| Ragland 20 Gentile 19 Samuels 15 | Punti      | 15 Taylor 14 Jaramaz 12 Kulig, Wright |
| Hackett 9                        | Assist     | 3 Dylewicz, Taylor                    |
| Moss, Samuels 8                  | Rimbalzi   | 6 Kulig                               |
| Luca Banchi                      | Allenatori | Miodrag Rajković                      |

| Arbitri: | Fernando Rocha Sreten Radović Serhij Zaščuk |

|                              |            |                                |
| Brooks 17 Samuels 13 Moss 11 | Punti      | 14 Hickman 12 Erden 11 Bjelica |
| Ragland 6                    | Assist     | 5 Goudelock                    |
| Hackett 10                   | Rimbalzi   | 8 Bjelica                      |
| Luca Banchi                  | Allenatori | Željko Obradović               |

| Arbitri: | Spiros Gkontas Damir Javor Saša Maričić |

|                                |            |                                 |
| Tomić 18 Hezonja 13 Abrines 11 | Punti      | 21 Hackett 16 Samuels 11 Brooks |
| Oleson 4                       | Assist     | 5 Hackett                       |
| Doellman 9                     | Rimbalzi   | 6 James                         |
| Xavi Pascual                   | Allenatori | Luca Banchi                     |

| Arbitri: | Miguel Pérez Pérez Panagiōtīs Anastopoulos Marek Ćmikiewicz |

|                                 |            |                                                 |
| Hackett 25 Ragland 14 Kleiza 13 | Punti      | 15 Schaffartzik 13 Đedović 11 Savanović, Bryant |
| Gentile 4                       | Assist     | 5 Schaffartzik                                  |
| Melli, Moss, Samuels 6          | Rimbalzi   | 8 Štimac                                        |
| Luca Banchi                     | Allenatori | Svetislav Pešić                                 |

| Arbitri: | Juan Carlos García González Emilio Pérez Pizarro Marcin Kowalski |

|                                |            |                                      |
| Hackett 21 Gentile 9 Samuels 8 | Punti      | 17 Slaughter 13 Blūms 12 Diamantidīs |
| Hackett 4                      | Assist     | 11 Diamantidīs                       |
| Hackett 4                      | Rimbalzi   | 10 Gist                              |
| Luca Banchi                    | Allenatori | Duško Ivanović                       |

| Arbitri: | Recep Ankaralı Nicolas Maestre Tomas Jasevičius |

|                               |            |                                |
| Kulig 23 Collins 14 Wright 13 | Punti      | 29 Kleiza 14 Brooks 11 Gentile |
| Collins, Taylor 5             | Assist     | 9 Hackett                      |
| Kulig 8                       | Rimbalzi   | 6 Kleiza                       |
| Miodrag Rajković              | Allenatori | Luca Banchi                    |

#### Top 16
| Arbitri: | Matej Boltauzer Īlia Koromīlas Benjamín Jiménez |

|                                      |            |                                          |
| Brooks 18 Gentile 9 James, Samuels 8 | Punti      | 19 Rochestie 19 Thompkins 18 Parachoŭski |
| Hackett 6                            | Assist     | 8 Rochestie                              |
| Hackett, James 7                     | Rimbalzi   | 8 Kinsey                                 |
| Luca Banchi                          | Allenatori | Ainārs Bagatskis                         |

| Arbitri: | Ilija Belošević Eddie Viator Carlos Cortés |

|                                              |            |                               |
| Petway 13 Lafayette 13 Printezīs, Lojeski 12 | Punti      | 12 Gentile 9 Samuels 7 Brooks |
| Sloukas 6                                    | Assist     | 5 Hackett                     |
| Dunston, Lojeski 7                           | Rimbalzi   | 7 Melli                       |
| Giannīs Sfairopoulos                         | Allenatori | Luca Banchi                   |

| Arbitri: | Milivoje Jovčić Panagiōtīs Anastópoulos Milija Vojinović |

|                                  |            |                                |
| Toolson 13 Granger 13 Vázquez 11 | Punti      | 20 Gentile 15 Kleiza 12 Brooks |
| Granger, Suárez 4                | Assist     | 9 Ragland                      |
| Suárez 10                        | Rimbalzi   | 7 Hackett                      |
| Joan Plaza                       | Allenatori | Luca Banchi                    |

| Arbitri: | Chrīstos Christodoulou Joseph Bissang Petros Papapetrou |

|                                 |            |                                                  |
| Brooks 24 Gentile 14 Hackett 12 | Punti      | 15 Veselý 14 Bjelica 11 Zīsīs, Bogdanović, Savaş |
| Brook 3                         | Assist     | 8 Bogdanović                                     |
| Hackett 10                      | Rimbalzi   | 9 Bjelica                                        |
| Luca Banchi                     | Allenatori | Željko Obradović                                 |

| Arbitri: | Sreten Radović Jakub Zamojski Miloš Koljenšić |

|                              |            |                                 |
| Bertāns 19 James 16 Adams 15 | Punti      | 18 Samuels 15 Gentile 14 Kleiza |
| Causeur, James 3             | Assist     | 6 Hackett                       |
| Diop 7                       | Rimbalzi   | 8 Kleiza, Samuels               |
| Ibon Navarro                 | Allenatori | Luca Banchi                     |

| Arbitri: | Dani Hierrezuelo Īlia Koromīlas Serhij Zaščuk |

|                                 |            |                                      |
| Brooks 18 Hackett 18 Samuels 16 | Punti      | 18 Perperoglou 15 Bjelica 10 Heurtel |
| Brooks, Hackett 3               | Assist     | 4 Janning                            |
| Hackett, Samuels 7              | Rimbalzi   | 7 Šarić                              |
| Luca Banchi                     | Allenatori | Dušan Ivković                        |

| Arbitri: | Milivoje Jovčić Antonio Condé Oļegs Latiševs |

|                                |            |                                        |
| Teodosić 19 de Colo 18 Weems14 | Punti      | 24 Brooks 18 Ragland 10 Melli, Samuels |
| de Colo 7                      | Assist     | 3 Cerella, Ragland                     |
| Fridzon 9                      | Rimbalzi   | 6 Melli                                |
| Dīmītrīs Itoudīs               | Allenatori | Luca Banchi                            |

| Arbitri: | Chrīstos Christodoulou Marek Ćmikiewicz David Romano |

|                                                         |            |                                 |
| Rochestie 21 Chvostov 13 Baburin, Antonov, Thompkins 10 | Punti      | 36 Samuels 14 Brooks 12 Hackett |
| Rochestie 6                                             | Assist     | 9 Hackett                       |
| Thompkins 9                                             | Rimbalzi   | 9 Samuels                       |
| Ainārs Bagatskis                                        | Allenatori | Luca Banchi                     |

| Arbitri: | Robert Lottermoser José Ramón García Ortiz Carlos Peruga |

|                                |            |                                     |
| Gentile 24 Brooks 17 Ragland 9 | Punti      | 14 Hunter 14 Spanoulīs 13 Printezīs |
| Gentile, Ragland 3             | Assist     | 8 Spanoulīs                         |
| Kleiza 7                       | Rimbalzi   | Printezīs                           |
| Luca Banchi                    | Allenatori | Giannīs Sfairopoulos                |

| Arbitri: | Saša Pukl Rüştü Nuran Iōannīs Foufīs |

|                                 |            |                                |
| Gentile 23 Samuels 19 Brooks 17 | Punti      | 22 Green 15 Toolson 14 Granger |
| Hackett 6                       | Assist     | 9 Granger                      |
| Samuels 7                       | Rimbalzi   | 6 Granger                      |
| Luca Banchi                     | Allenatori | Joan Plaza                     |

| Arbitri: | Sreten Radović Antonio Condé Tomas Jasevičius |

|                                    |            |                                        |
| Bogdanović 25 Veselý 14 Bjelica 13 | Punti      | 21 Brooks 19 Gentile 8 Kleiza, Hackett |
| Bjelica 6                          | Assist     | 5 Brooks                               |
| Bjelica, Veselý 9                  | Rimbalzi   | 4 Kleiza, Samuels                      |
| Željko Obradović                   | Allenatori | Luca Banchi                            |

| Arbitri: | Milivoje Jovčić Oļegs Latiševs Anastasios Pīloidis |

|                                       |            |                                  |
| Gentile 29 S. Samuels 17 M. Brooks 13 | Punti      | 18 Adams 17 Causeur 14 Shengelia |
| Gentile, Hackett 4                    | Assist     | 3 San Emeterio                   |
| Gentile, Samuels 7                    | Rimbalzi   | 11 Begić                         |
| Luca Banchi                           | Allenatori | Ibon Navarro                     |

| Arbitri: | Chrīstos Christodoulou Borys Šul'ha Piotr Pastusiak |

|                               |            |                                 |
| Heurtel 26 Krstić 22 Šarić 14 | Punti      | 17 Brooks 17 Gentile 16 Samuels |
| Draper 5                      | Assist     | 8 Hackett                       |
| Osman, Perperoglou 8          | Rimbalzi   | 9 Elegar                        |
| Dušan Ivković                 | Allenatori | Luca Banchi                     |

| Arbitri: | Miguel Pérez Pérez Srđan Dožai Benjamín Jiménez |

|                                 |            |                                    |
| Samuels 18 Gentile 15 Brooks 13 | Punti      | 19 Kaun 14 Voroncevič 14 Kirilenko |
| Hackett 4                       | Assist     | 8 Teodosić                         |
| Gentile, Samuels 6              | Rimbalzi   | 8 Kaun                             |
| Luca Banchi                     | Allenatori | Dīmītrīs Itoudīs                   |

### Coppa Italia
| Arbitri: | Paternicò (Piazza Armerina) Sabetta (Termoli) Bartoli (Trieste) |

| |            | |
| Samuels 19 Kleiza 10 Gentile, Hackett 8                                                                                            | Punti      | 19 Harper 15 Hanga 9 Banks |
| Hackett 5 | Assist     | 3 Hanga |
| Samuels 12 | Rimbalzi   | 8 Hanga |
| 1 Ragland• 5 Gentile• 9 Melli• 23 Hackett• 24 Samuels 2 M. Brooks• 6 Gigli• 7 Cerella• 10 Meacham• 11 Kleiza• 21 S. James• 34 Moss | Formazioni | 2 Gaines• 8 Hanga• 9 Banks• 25 Lechthaler• 32 Harper 1 Anosike• 5 Cadougan• 6 Picariello• 10 Cavaliero• 13 Cortese• 15 Trasolini• 19 Severini |
| Luca Banchi | Allenatori | Frank Vitucci |

| Arbitri: | Taurino (Vignola) Bettini (Bologna) Chiari (Ponzano Veneto) |

| |            | |
| Brooks 14 Samuels 13 Hackett, Moss 12                                                                                       | Punti      | 17 Denmon 12 Pullen 10 Harper                                                                                                   |
| Hackett 7 | Assist     | 5 James |
| Kleiza, Melli, Moss, Samuels 5                                                                                              | Rimbalzi   | 9 James |
| 2 Brooks• 9 Melli• 23 Hackett• 24 Samuels• 34 Moss 1 Ragland• 5 Gentile•6 Gigli• 7 Cerella• 10 Meacham• 11 Kleiza• 21 James | Formazioni | 0 Pullen• 5 James• 12 Denmon• 31 Turner• 50 Eric 2 Harper• 7 Bulleri• 8 Cournooh• 9 De Gennaro• 15 Morciano• 19 Zerini• 40 Mays |
| Luca Banchi | Allenatori | Piero Bucchi |

| Arbitri: | Lamonica (Roseto degli Abruzzi) Di Francesco (Teramo) Sardella (Rimini) |

| |            | |
| Ragland 21 Brooks 18 Melli, Hackett 12                                                                                       | Punti      | 27 Dyson 25 Logan 20 Sanders                                                                                                   |
| Hackett 6 | Assist     | 4 Sosa |
| Kleiza, Hackett 9 | Rimbalzi   | 7 Sanders |
| 2 Brooks• 9 Melli• 23 Hackett• 24 Samuels• 34 Moss 1 Ragland• 5 Gentile• 6 Gigli• 7 Cerella• 10 Meacham• 11 Kleiza• 21 James | Formazioni | 3 Logan• 7 Sanders• 9 Lawal• 11 Dyson• 21 Brooks 4 Sosa• 5 Formenti• 8 Devecchi• 10 Chessa• 14 Sacchetti• 18 Vanuzzo• 35 Kadji |
| Luca Banchi | Allenatori | Meo Sacchetti |

### Supercoppa italiana
| Arbitri: | Lanzarini (Bologna) Mazzoni (Grosseto) Bartoli (Trieste) |

| |            | |
| Kleiza 17 Ragland 16 Samuels 12                                                                                                   | Punti      | 15 Denmon 14 James 12 Mays                                                                                                |
| Ragland, Hackett 5 | Assist     | 2 Harper, Denmon |
| Gentile 8 | Rimbalzi   | 16 Mays |
| 1 Ragland· 5 Gentile· 12 Marcus· 11 Kleiza· 23 Hackett 2 Brooks· 7 Cerella· 9 Melli· 10 Meacham· 21 S. James· 24 Samuels· 34 Moss | Formazioni | 2 Harper· 5 D. James· 12 Denmon· 22 Henry· 40 Mays 7 Bulleri· 8 Cournooh· 9 De Gennaro· 15 Morciano· 19 Zerini· 44 Ivanov |
| Luca Banchi | Allenatori | Piero Bucchi |

| Arbitri: | Vicino (Argelato) Baldini (Firenze) Rossi (Anghiari) |

| |            | |
| Brooks 26 Kleiza 17 Ragland 16                                                                                               | Punti      | 25 Dyson 14 Logan 14 Sosa, Todić                                                                                             |
| Gentile 5 | Assist     | 6 Logan |
| Brooks 8 | Rimbalzi   | 11 Brooks |
| 1 Ragland· 2 Brooks· 5 Gentile· 11 Kleiza· 24 Samuels 6 Gigli· 7 Cerella· 9 Melli· 10 Meacham· 21 James· 23 Hackett· 34 Moss | Formazioni | 3 Logan· 7 Sanders· 9 Lawal· 11 Dyson· 21 Brooks 4 Sosa· 8 Devecchi· 10 Chessa· 14 Sacchetti· 18 Vanuzzo· 22 Todić· 28 Cusin |
| Luca Banchi | Allenatori | Meo Sacchetti |

## Statistiche

### Statistiche di squadra
| Competizione        | Punti | In casa | In casa | In casa | In casa | In casa | In trasferta | In trasferta | In trasferta | In trasferta | In trasferta | Totale | Totale | Totale | Totale | Totale | Totale |
| Competizione        | Punti | G       | V       | P       | PF      | PS      | G            | V            | P            | PF           | PS           | G      | V      | P      | PF     | PS     | DIF    |
| ------------------- | ----- | ------- | ------- | ------- | ------- | ------- | ------------ | ------------ | ------------ | ------------ | ------------ | ------ | ------ | ------ | ------ | ------ | ------ |
| Serie A             | 52    | 15      | 15      | 0       | 1357    | 1060    | 15           | 11           | 4            | 1227         | 1142         | 30     | 26     | 4      | 2584   | 2202   | +382   |
| Play-off            | -     | 6       | 4       | 2       | 524     | 468     | 4            | 2            | 2            | 296          | 309          | 10     | 6      | 4      | 820    | 777    | +43    |
| Totale Serie A      | -     | 21      | 19      | 2       | 1881    | 1528    | 19           | 13           | 6            | 1523         | 1451         | 40     | 32     | 8      | 3404   | 2979   | +425   |
| Eurolega            | 10    | 5       | 3       | 2       | 376     | 374     | 5            | 2            | 3            | 399          | 421          | 10     | 5      | 5      | 775    | 795    | -20    |
| Top 16              | 8     | 7       | 2       | 5       | 543     | 576     | 7            | 2            | 5            | 540          | 617          | 14     | 4      | 10     | 1083   | 1193   | -110   |
| Totale Eurolega     | -     | 12      | 5       | 7       | 919     | 950     | 12           | 4            | 8            | 939          | 1038         | 24     | 9      | 15     | 1858   | 1988   | -130   |
| Coppa Italia        | -     | -       | -       | -       | -       | -       | -            | -            | -            | -            | -            | 3      | 2      | 1      | 230    | 224    | +6     |
| Supercoppa italiana | -     | -       | -       | -       | -       | -       | -            | -            | -            | -            | -            | 2      | 1      | 1      | 159    | 155    | +4     |
| Totale              | -     | 33      | 24      | 9       | 2800    | 2478    | 31           | 17           | 14           | 2462         | 2489         | 69     | 44     | 25     | 5651   | 5346   | +305   |

### Statistiche giocatori
Fonte: Campionato, Coppa Italia, Supercoppa

Fonte Eurolega
| Giocatore    | Serie A+Playoff | Serie A+Playoff | Serie A+Playoff | Serie A+Playoff | Coppa Italia | Coppa Italia | Coppa Italia | Coppa Italia | Supercoppa Italiana | Supercoppa Italiana | Supercoppa Italiana | Supercoppa Italiana | Eurolega | Eurolega | Eurolega | Eurolega | Totale | Totale | Totale | Totale |
| Giocatore    | PG              | PTI             | AST             | RIM             | PG           | PTI          | AST          | RIM          | PG                  | PTI                 | AST                 | RIM                 | PG       | PTI      | AST      | RIM      | PG     | PTI    | AST    | RIM    |
| ------------ | --------------- | --------------- | --------------- | --------------- | ------------ | ------------ | ------------ | ------------ | ------------------- | ------------------- | ------------------- | ------------------- | -------- | -------- | -------- | -------- | ------ | ------ | ------ | ------ |
| M. Brooks    | 30+10           | 451+93          | 61+17           | 109+22          | 3            | 38           | 5            | 8            | 2                   | 34                  | 3                   | 15                  | 24       | 308      | 33       | 66       | 69     | 924    | 119    | 220    |
| B. Cerella   | 27+10           | 51+43           | 16+6            | 32+25           | 1            | 0            | 0            | 0            | 2                   | 0                   | 0                   | 2                   | 19       | 38       | 11       | 23       | 59     | 132    | 33     | 82     |
| F. Elegar    | 8+9             | 47+44           | 3+4             | 36+19           | -            | -            | -            | -            | -                   | -                   | -                   | -                   | 6        | 13       | 2        | 21       | 23     | 104    | 9      | 76     |
| C. Fumagalli | 3+0             | 2+0             | 2+0             | 0+0             | -            | -            | -            | -            | -                   | -                   | -                   | -                   | -        | -        | -        | -        | 3      | 2      | 2      | 0      |
| A. Gentile   | 27+10           | 331+191         | 91+31           | 122+57          | 3            | 20           | 4            | 7            | 2                   | 15                  | 6                   | 10                  | 20       | 286      | 50       | 61       | 62     | 843    | 182    | 257    |
| A. Gigli     | 12+1            | 36+1            | 4+0             | 23+0            | 0            | 0            | 0            | 0            | -                   | -                   | -                   | -                   | 4        | 6        | 2        | 6        | 17     | 43     | 6      | 29     |
| D. Hackett   | 12+8            | 94+86           | 51+29           | 39+28           | 3            | 32           | 18           | 15           | 2                   | 11                  | 6                   | 4                   | 24       | 251      | 110      | 89       | 49     | 474    | 214    | 175    |
| S. James     | 21+1            | 82+0            | 15+1            | 73+2            | 3            | 3            | 0            | 6            | 0                   | 0                   | 0                   | 0                   | 18       | 61       | 8        | 57       | 43     | 146    | 24     | 138    |
| L. Kleiza    | 28+9            | 269+46          | 21+6            | 107+24          | 3            | 28           | 2            | 17           | 2                   | 34                  | 4                   | 13                  | 24       | 176      | 7        | 74       | 66     | 553    | 40     | 235    |
| T. Meacham   | 17              | 68              | 38              | 25              | 2            | 0            | 0            | 1            | 2                   | 0                   | 1                   | 1                   | 7        | 7        | 1        | 6        | 28     | 75     | 40     | 33     |
| N. Melli     | 29+10           | 165+54          | 23+12           | 121+47          | 3            | 22           | 2            | 13           | 2                   | 8                   | 2                   | 9                   | 24       | 126      | 18       | 83       | 68     | 375    | 57     | 273    |
| D. Moss      | 27+10           | 192+61          | 46+14           | 90+38           | 3            | 20           | 9            | 12           | 1                   | 0                   | 0                   | 0                   | 23       | 116      | 27       | 71       | 64     | 389    | 96     | 211    |
| A. Pecchia   | 0+0             | 0+0             | 0+0             | 0+0             | -            | -            | -            | -            | -                   | -                   | -                   | -                   | -        | -        | -        | -        | 0      | 0      | 0      | 0      |
| J. Ragland   | 30+10           | 374+68          | 100+28          | 98+23           | 3            | 25           | 5            | 7            | 2                   | 32                  | 8                   | 8                   | 24       | 173      | 70       | 38       | 69     | 672    | 211    | 174    |
| S. Samuels   | 30+10           | 416+144         | 59+20           | 167+89          | 3            | 42           | 1            | 20           | 2                   | 21                  | 3                   | 9                   | 23       | 297      | 17       | 125      | 68     | 920    | 100    | 410    |
| J. Tabu      | 2+7             | 2+2             | 0+6             | 1+0             | -            | -            | -            | -            | -                   | -                   | -                   | -                   | -        | -        | -        | -        | 9      | 4      | 6      | 1      |
| F. Villa     | 2+0             | 4+0             | 1+0             | 0+0             | -            | -            | -            | -            | -                   | -                   | -                   | -                   | -        | -        | -        | -        | 2      | 4      | 1      | 0      |
| S. Colombo   | 1+0             | 0+0             | 0+0             | 0+0             | -            | -            | -            | -            | -                   | -                   | -                   | -                   | -        | -        | -        | -        | 1      | 0      | 0      | 0      |
| R. Calò      | 1+0             | 0+0             | 0+0             | 0+0             | -            | -            | -            | -            | -                   | -                   | -                   | -                   | -        | -        | -        | -        | 1      | 0      | 0      | 0      |
| D. Toffali   | 0+0             | 0+0             | 0+0             | 0+0             | -            | -            | -            | -            | -                   | -                   | -                   | -                   | -        | -        | -        | -        | 0      | 0      | 0      | 0      |
| S. Toia      | 0+0             | 0+0             | 0+0             | 0+0             | -            | -            | -            | -            | -                   | -                   | -                   | -                   | -        | -        | -        | -        | 0      | 0      | 0      | 0      |
| M. Pastori   | 0+0             | 0+0             | 0+0             | 0+0             | -            | -            | -            | -            | -                   | -                   | -                   | -                   | -        | -        | -        | -        | 0      | 0      | 0      | 0      |